# Nordische Skiweltmeisterschaften 1999
Die 42. Nordischen Skiweltmeisterschaften fanden vom 19. bis 28. Februar 1999 in Ramsau am Dachstein im österreichischen Bundesland Steiermark statt.

## Wettbewerbe
Gegenüber früheren Weltmeisterschaften gab es eine Änderung durch eine zusätzliche Disziplin in der Nordischen Kombination. Ausgetragen wurden insgesamt sechzehn Wettkämpfe (zehn im Skilanglauf, drei im Skispringen und drei in der Nordischen Kombination). Frauenwettbewerbe gab es weiterhin nur im Langlauf. Das änderte sich erst bei den Weltmeisterschaften 2009, als das Skispringen zunächst mit einer Disziplin auch für Frauen ins Wettkampfprogramm kam.
Bei den Nordisch Kombinierten gab es erstmals den sog. Sprint. In die Wertung kamen hier ein Sprung von der Normalschanze und der abschließende 7,5-km-Langlauf, der somit die halbe Länge des klassischen Laufs für die Nordische Kombination hatte.
Die Sprungbewerbe auf der Großschanze wurden in Bischofshofen im benachbarten Bundesland Salzburg auf der Paul-Außerleitner-Schanze ausgetragen.

## Sportliche Erfolge
Erfolgreichste Nation war wieder einmal Norwegen mit vier Goldmedaillen. Diese Anzahl schafften auch die Finnen, die jedoch weniger Silber- und Bronzemedaillen auf ihr Konto brachten als die Norweger. Auch Deutschland spielte zum ersten Mal nach der Wiedervereinigung mit zwei WM-Titeln und zwei weiteren Medaillen wieder eine Rolle, was v. a. den überragenden Skispringern zu verdanken war.
Der Finne Mika Myllylä gewann drei der vier Einzelrennen bei den Langläufern und wurde zudem noch Zweiter in diesem vierten Einzel-Wettbewerb. Erfolgreichste Langläuferin war in diesem Jahr die Italienerin Stefania Belmondo mit zwei WM-Titeln sowie Platz zwei in der Staffel. Bei den letzten Weltmeisterschaften war sie in jedem Einzelrennen Zweite geworden. Der Norweger Bjarte Engen Vik gewann beide Einzeltitel in der Nordischen Kombination, dazu die Silbermedaille mit seinem Team in der Mannschaftswertung. Bei den Skispringern ragte der Deutsche Martin Schmitt heraus, der vor seinem Teamkollegen Sven Hannawald Weltmeister von der Großschanze wurde und später auch den Gewinn in der Mannschaftswertung feiern durfte.

## Terminplan
An folgenden Tagen fanden die unten aufgelisteten Wettbewerbe statt.
| 18. Februar | 18:00 h | Eröffnung                                                                  |
| 19. Februar | 09.30 h | 30-km-Langlauf, Freistil – Herren                                          |
| 19. Februar | 13:00 h | 15-km-Langlauf, Freistil – Damen                                           |
| 20. Februar | 10.30 h | Nordische Kombination, Einzel Springen K90                                 |
| 20. Februar | 14:00 h | Nordische Kombination, 15-km-Langlauf, Freistil – Herren                   |
| 21. Februar | 12:00 h | Springen K120 – Herren (Bischofshofen)                                     |
| 22. Februar | 10.30 h | 5-km-Langlauf, klassisch – Damen                                           |
| 22. Februar | 12.30 h | 10-km-Langlauf, klassisch – Herren                                         |
| 23. Februar | 09.30 h | 10-km-Verfolgung, Freistil – Damen                                         |
| 23. Februar | 10.45 h | 15-km-Verfolgung, Freistil – Herren                                        |
| 23. Februar | 13:30 h | Teamspringen K120 – Herren (Bischofshofen)                                 |
| 24. Februar | 10.30 h | Nordische Kombination Team, Springen K90 – Herren (Bischofshofen)          |
| 24. Februar | 14.30 h | Nordische Kombination Team, Langlaufstaffel 4 × 5 km – Herren              |
| 25. Februar | 10.30 h | Langlaufstaffel 4 × 5 km – Damen                                           |
| 26. Februar | 10:30 h | Langlaufstaffel 4 × 10 km – Herren                                         |
| 26. Februar | 20.15 h | Springen K90 – Herren (Ramsau)                                             |
| 27. Februar | 10.30 h | 30-km-Langlauf, klassisch – Damen                                          |
| 27. Februar | 14:00 h | Nordische Kombination Sprint Einzel, Springen K90 – Herren (Bischofshofen) |
| 27. Februar | 16:00 h | Nordische Kombination Sprint Einzel, 7,5 km Sprint, Freistil – Herren      |
| 28. Februar | 10.30 h | 50-km-Langlauf, klassisch – Herren                                         |
| 28. Februar | 15:00 h | Schlussfeier                                                               |

## Medaillenspiegel
| Platz | Nation      | Gold | Silber | Bronze | Gesamt |
| ----- | ----------- | ---- | ------ | ------ | ------ |
| 1     | Norwegen    | 4    | 3      | 2      | 9      |
| 2     | Finnland    | 4    | 2      | 0      | 6      |
| 3     | Russland    | 2    | 3      | 2      | 7      |
| 4     | Italien     | 2    | 1      | 2      | 5      |
| 5     | Deutschland | 2    | 1      | 1      | 4      |
| 6     | Japan       | 1    | 2      | 3      | 6      |
| 6     | Österreich  | 1    | 2      | 3      | 6      |
| 8     | Estland     | 0    | 2      | 1      | 3      |
| 9     | Tschechien  | 0    | 0      | 1      | 2      |
| 9     | Ukraine     | 0    | 0      | 1      | 1      |

| Platz | Sportler                 | Gold | Silber | Bronze | Gesamt |
| ----- | ------------------------ | ---- | ------ | ------ | ------ |
| 01    | Mika Myllylä             | 3    | 1      | 0      | 4      |
| 02    | Bjarte Engen Vik         | 2    | 1      | 0      | 3      |
| 03    | Martin Schmitt           | 2    | 0      | 0      | 2      |
| 04    | Thomas Alsgaard          | 1    | 2      | 0      | 3      |
| 05    | Kazuyoshi Funaki         | 1    | 1      | 0      | 2      |
| 05    | Alois Stadlober          | 1    | 1      | 0      | 2      |
| 05    | Samppa Lajunen           | 1    | 1      | 0      | 2      |
| 05    | Sven Hannawald           | 1    | 1      | 0      | 2      |
| 09    | Michail Botwinow         | 1    | 0      | 1      | 2      |
| 10    | Markus Gandler           | 1    | 0      | 0      | 1      |
| 10    | Christian Hoffmann       | 1    | 0      | 0      | 1      |
| 10    | Hannu Manninen           | 1    | 0      | 0      | 1      |
| 10    | Tapio Nurmela            | 1    | 0      | 0      | 1      |
| 10    | Jari Mantila             | 1    | 0      | 0      | 1      |
| 10    | Christof Duffner         | 1    | 0      | 0      | 1      |
| 10    | Dieter Thoma             | 1    | 0      | 0      | 1      |
| 17    | Hideharu Miyahira        | 0    | 2      | 1      | 3      |
| 18    | Bjørn Dæhlie             | 0    | 1      | 1      | 2      |
| 18    | Masahiko Harada          | 0    | 1      | 1      | 2      |
| 20    | Andrus Veerpalu          | 0    | 1      | 0      | 1      |
| 20    | Mario Stecher            | 0    | 1      | 0      | 1      |
| 20    | Espen Bjervig            | 0    | 1      | 0      | 1      |
| 20    | Erling Jevne             | 0    | 1      | 0      | 1      |
| 20    | Fred Børre Lundberg      | 0    | 1      | 0      | 1      |
| 20    | Trond Einar Elden        | 0    | 1      | 0      | 1      |
| 20    | Kenneth Braaten          | 0    | 1      | 0      | 1      |
| 20    | Noriaki Kasai            | 0    | 1      | 0      | 1      |
| 028   | Dmitri Sinizyn           | 0    | 0      | 2      | 2      |
| 028   | Fulvio Valbusa           | 0    | 0      | 2      | 2      |
| 30    | Odd-Bjørn Hjelmeset      | 0    | 0      | 1      | 1      |
| 30    | Kenji Ogiwara            | 0    | 0      | 1      | 1      |
| 30    | Giorgio Di Centa         | 0    | 0      | 1      | 1      |
| 30    | Fabio Maj                | 0    | 0      | 1      | 1      |
| 30    | Silvio Fauner            | 0    | 0      | 1      | 1      |
| 30    | Nikolai Parfjonow        | 0    | 0      | 1      | 1      |
| 30    | Alexei Fadejew           | 0    | 0      | 1      | 1      |
| 30    | Waleri Stoljarow         | 0    | 0      | 1      | 1      |
| 30    | Andreas Widhölzl         | 0    | 0      | 1      | 1      |
| 30    | Martin Höllwarth         | 0    | 0      | 1      | 1      |
| 30    | Reinhard Schwarzenberger | 0    | 0      | 1      | 1      |
| 30    | Stefan Horngacher        | 0    | 0      | 1      | 1      |

| Platz | Sportlerin           | Gold | Silber | Bronze | Gesamt |
| ----- | -------------------- | ---- | ------ | ------ | ------ |
| 01    | Stefania Belmondo    | 2    | 1      | 0      | 3      |
| 02    | Larissa Lasutina     | 2    | 0      | 0      | 2      |
| 03    | Olga Danilowa        | 1    | 2      | 0      | 3      |
| 04    | Nina Gawriljuk       | 1    | 1      | 0      | 2      |
| 05    | Bente Skari          | 1    | 0      | 0      | 1      |
| 05    | Anfissa Reszowa      | 1    | 0      | 0      | 1      |
| 07    | Kristina Šmigun      | 0    | 1      | 1      | 2      |
| 08    | Sabina Valbusa       | 0    | 1      | 0      | 1      |
| 08    | Gabriella Paruzzi    | 0    | 1      | 0      | 1      |
| 08    | Antonella Confortola | 0    | 1      | 0      | 1      |
| 11    | Kateřina Neumannová  | 0    | 0      | 1      | 1      |
| 11    | Iryna Terelja        | 0    | 0      | 1      | 1      |
| 11    | Maria Theurl         | 0    | 0      | 1      | 1      |
| 11    | Viola Bauer          | 0    | 0      | 1      | 1      |
| 11    | Ramona Roth          | 0    | 0      | 1      | 1      |
| 11    | Evi Sachenbacher     | 0    | 0      | 1      | 1      |
| 11    | Sigrid Wille         | 0    | 0      | 1      | 1      |

## Resultate Langlauf Männer
- Detaillierte Ergebnisse

### 10 km klassisch

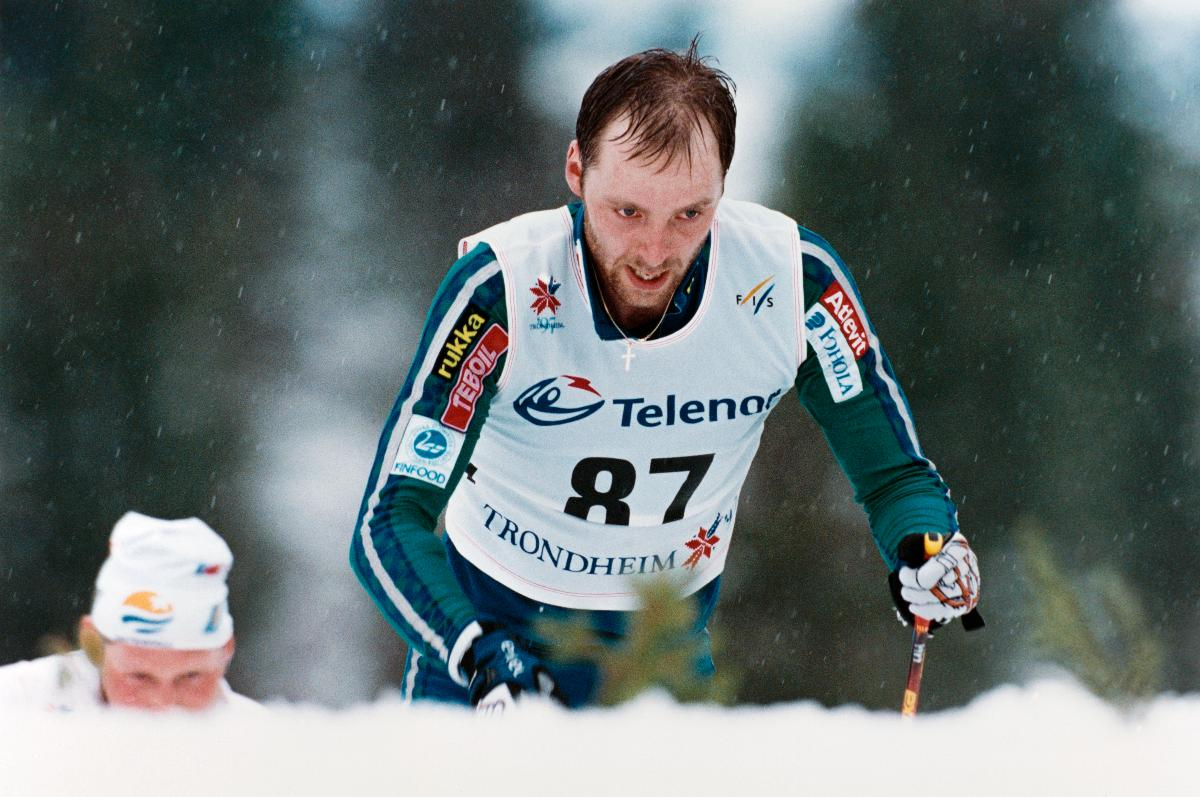
Drei Titel gewann Mika Myllylä bei diesen Weltmeisterschaften

| Platz | Sportler            | Zeit [min] |
| ----- | ------------------- | ---------- |
| 1     | Mika Myllylä        | 24:19,2    |
| 2     | Alois Stadlober     | 24:34,7    |
| 3     | Odd-Bjørn Hjelmeset | 24:37,1    |
| 4     | Alexei Prokurorow   | 24:38,8    |
| 5     | Bjørn Dæhlie        | 24:45,6    |
| 6     | Erling Jevne        | 24:46,0    |
| 7     | Jaak Mae            | 24:42,8    |
| 8     | Espen Bjervig       | 24:43,9    |
| 9     | Michail Iwanow      | 24:44,6    |
| 10    | Fulvio Valbusa      | 24:45,7    |

Weltmeister 1997:  Bjørn Dæhlie
Olympiasieger 1998:  Bjørn Dæhlie
Datum: 22. Februar 1999

### Verfolgungsrennen 10 km klassisch + 15 km Freistil

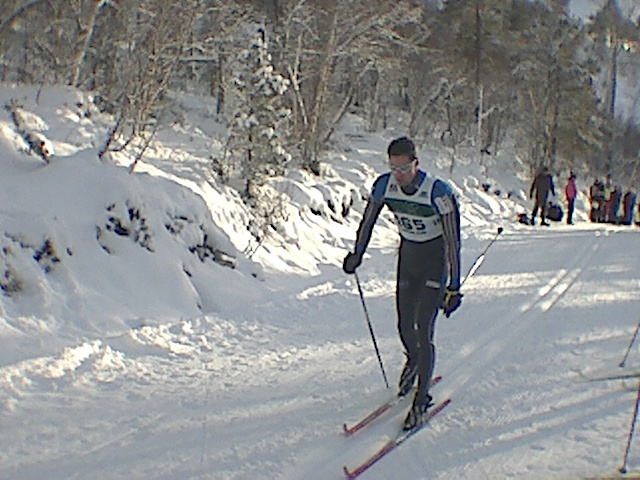
Thomas Alsgaard – Weltmeister im Verfolgungsrennen

| Platz | Sportler          | Zeit [h]  |
| ----- | ----------------- | --------- |
| 1     | Thomas Alsgaard   | 1:05:54,9 |
| 2     | Mika Myllylä      | 1:05:55,6 |
| 3     | Fulvio Valbusa    | 1:06:17,6 |
| 4     | Jari Isometsä     | 1:06:18,5 |
| 5     | Jaak Mae          | 1:06:19,0 |
| 6     | Bjørn Dæhlie      | 1:06:19,4 |
| 7     | Alexei Prokurorow | 1:06:20,1 |
| 8     | Alois Stadlober   | 1:06:22,9 |
| 9     | Per Elofsson      | 1:06:29,6 |
| 10    | Fabio Maj         | 1:06:30,0 |

Weltmeister 1997:  Bjørn Dæhlie
Olympiasieger 1998:  Thomas Alsgaard
Datum: 23. Februar 1999

### 30 km Freistil
| Platz | Sportler           | Zeit [h]  |
| ----- | ------------------ | --------- |
| 1     | Mika Myllylä       | 1:15:26,2 |
| 2     | Thomas Alsgaard    | 1:16:01,5 |
| 3     | Bjørn Dæhlie       | 1:16:08,7 |
| 4     | Fulvio Valbusa     | 1:16:35,9 |
| 5     | Alois Stadlober    | 1:16:37,4 |
| 6     | Anders Bergström   | 1:16:55,3 |
| 7     | Christian Hoffmann | 1:17:09,3 |
| 8     | Per Elofsson       | 1:17:24,5 |
| 9     | Wladimir Wilissow  | 1:17:58,2 |
| 10    | Sergei Krjanin     | 1:18:13,4 |

Weltmeister 1997 (Freistil):  Alexei Prokurorow
Olympiasieger 1998 (klassisch):  Mika Myllylä
Datum: 19. Februar 1999

### 50 km klassisch
| Platz | Sportler          | Zeit [h]  |
| ----- | ----------------- | --------- |
| 1     | Mika Myllylä      | 2:18:08,7 |
| 2     | Andrus Veerpalu   | 2:18:40,5 |
| 3     | Michail Botwinow  | 2:19:52,3 |
| 4     | Niklas Jonsson    | 2:20:35,6 |
| 5     | Alois Stadlober   | 2:21:05,1 |
| 6     | Kristen Skjeldal  | 2:21:23,5 |
| 7     | Wladimir Wilissow | 2:21:28,4 |
| 8     | Frode Estil       | 2:21:44,3 |
| 9     | Anders Bergström  | 2:22:00,4 |
| 10    | Achim Walcher     | 2:22:32,9 |

Weltmeister 1997 (klassisch):  Mika Myllylä
Olympiasieger 1998 (Freistil):  Bjørn Dæhlie
Datum: 28. Februar 1999

### 4 × 10 km Staffel
| Platz | Land        | Sportler                                                           | Zeit [h]  |
| ----- | ----------- | ------------------------------------------------------------------ | --------- |
| 1     | Österreich  | Alois Stadlober Markus Gandler Michail Botwinow Christian Hoffmann | 1:35:07,5 |
| 2     | Norwegen    | Espen Bjervig Erling Jevne Bjørn Dæhlie Thomas Alsgaard            | 1:35:07,7 |
| 3     | Italien     | Giorgio Di Centa Fabio Maj Fulvio Valbusa Silvio Fauner            | 1:36:38,1 |
| 4     | Deutschland | Andreas Schlütter Axel Teichmann Janko Neuber Mark Kirchner        | 1:36:53,9 |
| 5     | Finnland    | Harri Kirvesniemi Mika Myllylä Sami Repo Jari Isometsä             | 1:36:56,3 |
| 6     | Schweden    | Anders Bergström Niklas Jonsson Per Elofsson Mathias Fredriksson   | 1:37:50,9 |
| 7     | Russland    | Michail Iwanow Alexei Prokurorow Sergei Krjanin Wladimir Wilissow  | 1:38:05,6 |
| 8     | Tschechien  | Lukáš Bauer Václav Korunka Jiří Magál Martin Koukal                | 1:39:51,3 |
| 9     | Schweiz     | Wilhelm Aschwanden Beat Koch Patrick Mächler Patrick Rölli         | 1:40.02,2 |
| 10    | Estland     | Andrus Veerpalu Raul Olle Meelis Aasmäe Jaak Mae                   | 1:40:16,7 |

Weltmeister 1997:  Norwegen (Sture Sivertsen, Erling Jevne, Bjørn Dæhlie, Thomas Alsgaard) 

Olympiasieger 1998:  Norwegen (Sture Sivertsen, Erling Jevne, Bjørn Dæhlie, Thomas Alsgaard)
Datum: 26. Februar 1999
Die ersten beiden Läufer einer Mannschaft liefen im klassischen, die letzten beiden im freien Stil.
Österreich holte zum zweiten Mal nach 1933 eine Staffelmedaille, hier erstmals die Goldene. Das Team lag auf der dritten Runde schon beinahe uneinholbar in Führung, als Michail Botwinow ein Stock brach und er daraufhin stürzte. So kam Norwegen noch heran und es gab auf der Schlussrunde den historischen Zielsprint zwischen Christian Hoffmann und Thomas Alsgaard, den Hoffmann für sich entscheiden konnte.

## Resultate Langlauf Frauen
- Detaillierte Ergebnisse

### 5 km klassisch
| Platz | Sportlerin              | Zeit [min] |
| ----- | ----------------------- | ---------- |
| 1     | Bente Martinsen         | 12:49,8    |
| 2     | Olga Danilowa           | 13:02,5    |
| 3     | Kateřina Neumannová     | 13:07,0    |
| 4     | Swetlana Nageikina      | 13:14,8    |
| 5     | Nina Gawriljuk          | 13:19,2    |
| 6     | Walentyna Schewtschenko | 13:30,1    |
| 7     | Iryna Terelja           | 13:30,5    |
| 8     | Stefania Belmondo       | 13:33,5    |
| 9     | Kristina Šmigun         | 13:33,7    |
| 10    | Sophie Villeneuve       | 13:34,5    |

Weltmeisterin 1997:  Jelena Välbe
Olympiasiegerin 1998:  Larissa Lasutina
Datum: 22. Februar 1999

### Verfolgungsrennen (5 km klassisch + 10 km Freistil)

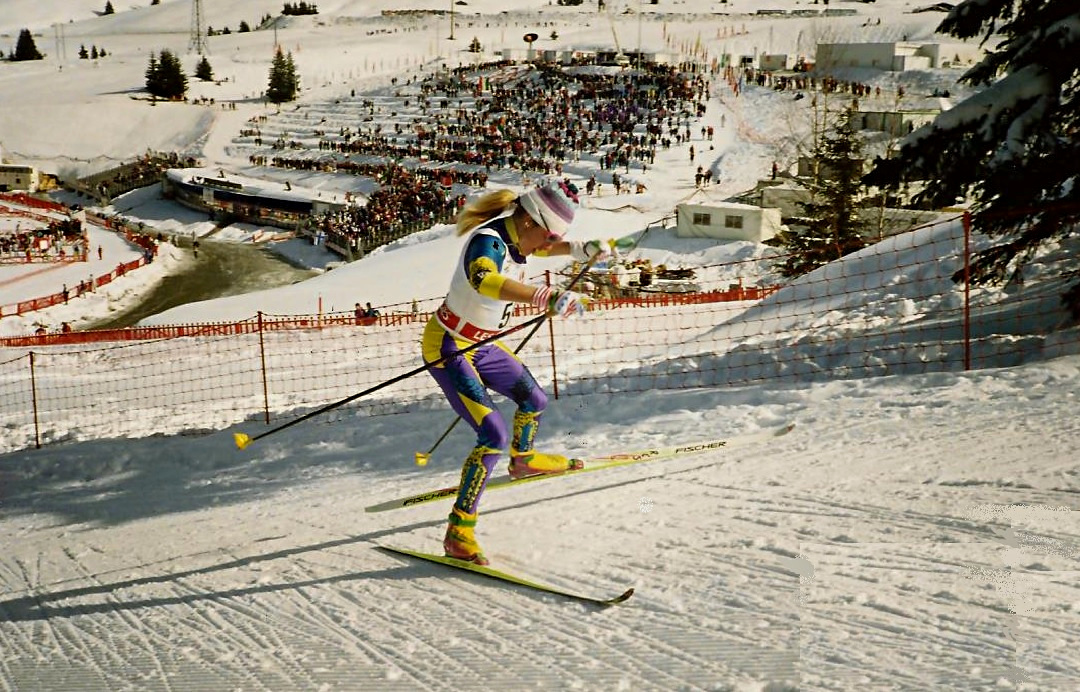
Zweifache Titelträgerin bei diesen Weltmeisterschaften: Stefania Belmondo

| Platz | Sportlerin        | Zeit [min] |
| ----- | ----------------- | ---------- |
| 1     | Stefania Belmondo | 42:27,9    |
| 2     | Nina Gawriljuk    | 42:56,8    |
| 3     | Iryna Terelja     | 43:02,3    |
| 4     | Anfissa Reszowa   | 43:07,3    |
| 5     | Olga Danilowa     | 43:14,6    |
| 6     | Kristina Šmigun   | 43:20,4    |
| 7     | Antonina Ordina   | 43:39,0    |
| 8     | Bente Martinsen   | 43:45,1    |
| 9     | Maria Theurl      | 43:46,2    |
| 10    | Sophie Villeneuve | 44:10,0    |

Weltmeisterin 1997:  Jelena Välbe
Olympiasiegerin 1998:  Larissa Lasutina
Datum: 23. Februar 1999

### 15 km Freistil
| Platz | Sportlerin        | Zeit [min] |
| ----- | ----------------- | ---------- |
| 1     | Stefania Belmondo | 38:49,0    |
| 2     | Kristina Šmigun   | 39:19,4    |
| 3     | Maria Theurl      | 39:43,5    |
| 4     | Elin Nilsen       | 40:13,7    |
| 5     | Anfissa Reszowa   | 40:23,6    |
| 6     | Olga Danilowa     | 40:24,2    |
| 7     | Nina Gawriljuk    | 41:01,5    |
| 8     | Larissa Lasutina  | 41:06,3    |
| 9     | Antonina Ordina   | 41:16,3    |
| 10    | Katrin Šmigun     | 41:19,7    |

Weltmeisterin 1997 (Freistil):  Jelena Välbe
Olympiasiegerin 1998 (klassisch):  Olga Danilowa
Datum: 19. Februar 1999

### 30 km klassisch
| Platz | Sportlerin                  | Zeit [h]  |
| ----- | --------------------------- | --------- |
| 1     | Larissa Lasutina            | 1:29:19,9 |
| 2     | Olga Danilowa               | 1:30:53,9 |
| 3     | Kristina Šmigun             | 1:31:14,6 |
| 4     | Swetlana Nageikina          | 1:31:30,9 |
| 5     | Iryna Terelja               | 1:31:41,8 |
| 6     | Alena Sinkewitsch           | 1:31:48,2 |
| 7     | Hilde Glomsås               | 1:32:04,0 |
| 8     | Natalja Baranowa-Massalkina | 1:32:26,5 |
| 9     | Maria Theurl                | 1:32:38,2 |
| 10    | Gabriella Paruzzi           | 1:33:14,8 |

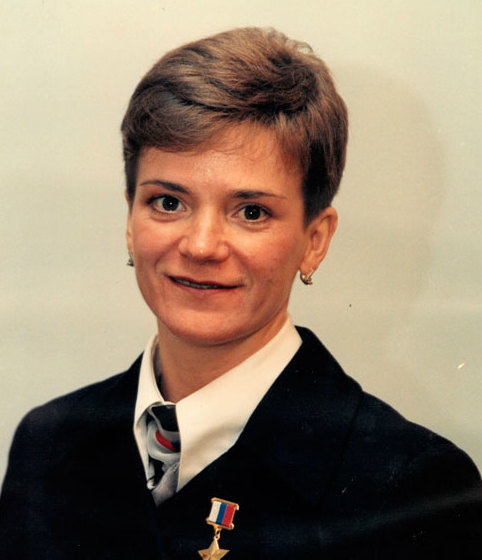
Larissa Lasutina (Foto: 2021) – Siegerin über dreißig Kilometer und mit ihrer Staffel

Weltmeisterin 1997 (klassisch):  Jelena Välbe
Olympiasiegerin 1998 (Freistil):  Julija Tschepalowa
Datum: 27. Februar 1999

### 4 × 5 km Staffel
| Platz | Land        | Sportlerinnen                                                                 | Zeit [min] |
| ----- | ----------- | ----------------------------------------------------------------------------- | ---------- |
| 1     | Russland    | Olga Danilowa Larissa Lasutina Anfissa Reszowa Nina Gawriljuk                 | 53:05,9    |
| 2     | Italien     | Sabina Valbusa Gabriella Paruzzi Antonella Confortola Stefania Belmondo       | 54:30,4    |
| 3     | Deutschland | Viola Bauer Ramona Roth Evi Sachenbacher Sigrid Wille                         | 55:13,7    |
| 4     | Norwegen    | Maj Helen Sorkmo Anita Moen Elin Nilsen Bente Martinsen                       | 55:16,7    |
| 5     | Schweiz     | Sylvia Honegger Andrea Huber Brigitte Albrecht Natascia Leonardi-Cortesi      | 55:31,7    |
| 6     | Ukraine     | Maryna Pestrjakowa Walentyna Schewtschenko Iryna Terelja Wita Jakymtschuk     | 55:42,9    |
| 7     | Tschechien  | Zuzana Kocumová Kateřina Neumannová Petra Letenská Kateřina Hanušová          | 55:44,4    |
| 8     | Schweden    | Anna Frithioff Karin Öhman Antonina Ordina Anette Fanqvist                    | 55:48,6    |
| 9     | Frankreich  | Annick Pierrel Sophie Villeneuve Karine Laurent Philippot Anne-Laure Mignerey | 56:06,7    |
| 10    | Estland     | Õnne Kurg Kristina Šmigun Katrin Šmigun Cristel Vahtra                        | 56:36,5    |

Weltmeisterinnen 1997:  Norwegen (Olga Danilowa, Larissa Lasutina, Nina Gawriljuk, Jelena Välbe) 

Olympiasiegerinnen 1998:  Russland (Nina Gawriljuk, Olga Danilowa, Jelena Välbe, Larissa Lasutina)
Datum: 26. Februar 1999
Die ersten beiden Läuferinnen einer Mannschaft liefen im klassischen, die letzten beiden im freien Stil.

## Resultate Skispringen Männer
Detaillierte Ergebnisse

### Normalschanze K90

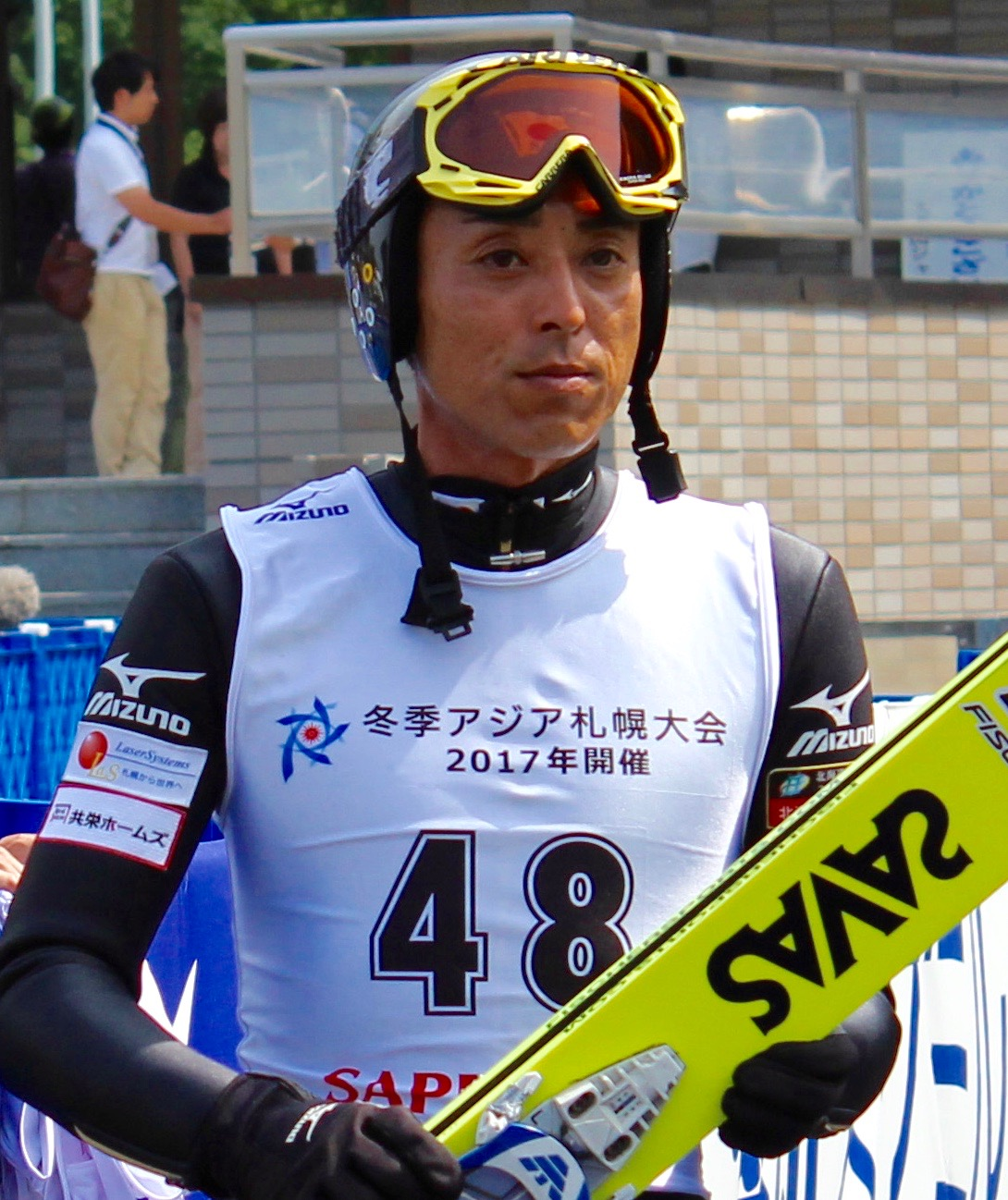
Nach seinem Olympiasieg auf der Großschanze siegte Kazuyoshi Funaki hier auf der Normalschanze

| Platz | Sportler                 | Punkte |
| ----- | ------------------------ | ------ |
| 1     | Kazuyoshi Funaki         | 255,0  |
| 2     | Hideharu Miyahira        | 253,5  |
| 3     | Masahiko Harada          | 252,0  |
| 4     | Janne Ahonen             | 249,0  |
| 5     | Martin Höllwarth         | 247,5  |
| 5     | Noriaki Kasai            | 247,5  |
| 7     | Martin Schmitt           | 247,0  |
| 8     | Sven Hannawald           | 237,0  |
| 9     | Andreas Widhölzl         | 236,0  |
| 10    | Reinhard Schwarzenberger | 229,5  |

Weltmeister 1997:  Janne Ahonen
Olympiasieger 1998:  Jani Soininen
Datum: 26. Februar 1999

### Großschanze K120

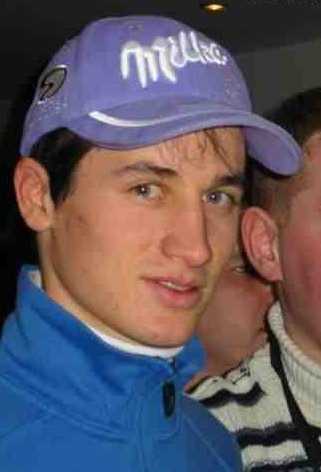
Weltmeister Martin Schmitt

| Platz | Sportler          | Weiten [m]    | Punkte |
| ----- | ----------------- | ------------- | ------ |
| 1     | Martin Schmitt    | 126,0 / 129,5 | 263,4  |
| 2     | Sven Hannawald    | 127,0 / 127,0 | 261,7  |
| 3     | Hideharu Miyahira | 125,5 / 128,0 | 258,8  |
| 4     | Janne Ahonen      | 123,5 / 126,0 | 254,1  |
| 5     | Kazuyoshi Funaki  | 122,0 / 125,5 | 251,5  |
| 6     | Masahiko Harada   | 119,5 / 126,5 | 246,8  |
| 7     | Stefan Horngacher | 120,0 / 123,5 | 240,3  |
| 8     | Dieter Thoma      | 119,0 / 123,0 | 237,6  |
| 9     | Hiroya Saitō      | 117,0 / 118,5 | 226,9  |
| 10    | Noriaki Kasai     | 115,0 / 118,5 | 222,3  |

Weltmeister 1997:  Masahiko Harada
Olympiasieger 1998:  Kazuyoshi Funaki
Datum: 21. Februar 1999

### Mannschaftsspringen Großschanze
| Platz | Land        | Sportler                                                                     | Punkte |
| ----- | ----------- | ---------------------------------------------------------------------------- | ------ |
| 1     | Deutschland | Sven Hannawald Christof Duffner Dieter Thoma Martin Schmitt                  | 988,9  |
| 2     | Japan       | Noriaki Kasai Hideharu Miyahira Masahiko Harada Kazuyoshi Funaki             | 987,0  |
| 3     | Österreich  | Andreas Widhölzl Martin Höllwarth Reinhard Schwarzenberger Stefan Horngacher | 905,5  |
| 4     | Finnland    | Ville Kantee Jani Soininen Mika Laitinen Janne Ahonen                        | 855,7  |
| 5     | Slowenien   | Damjan Fras Jure Radelj Primož Peterka Peter Žonta                           | 762,3  |
| 6     | Norwegen    | Roar Ljøkelsøy Morten Aagheim Tommy Ingebrigtsen Kristian Brenden            | 707,1  |
| 7     | Tschechien  | Michal Doležal Jakub Jiroutek Jakub Janda Jakub Sucháček                     | 639,5  |
| 8     | Schweiz     | Andreas Küttel Marco Steinauer Bruno Reuteler Sylvain Freiholz               | 559,8  |
| 9     | Polen       | Wojciech Skupień Adam Małysz Łukasz Kruczek Robert Mateja                    | 549,2  |
| 10    | Russland    | Alexander Wolkow Artur Khamidullin Dmitri Wassiljew Waleri Kobelew           | 548,8  |

Weltmeister 1997:  Finnland (Ari-Pekka Nikkola, Jani Soininen, Mika Laitinen, Janne Ahonen) 

Olympiasieger 1998:  Japan (Takanobu Okabe, Hiroya Saitō, Masahiko Harada, Kazuyoshi Funaki)
Datum: 22. Februar 1999
Trotz zweier Stürze wurde Deutschland Weltmeister.

## Resultate Nordische Kombination Männer
- Detaillierte Ergebnisse

### Einzel Sprint (Normalschanze K90/7,5 km)
| Platz | Sportler          | Zeit im Ziel [min] | Rückstand [min] |
| ----- | ----------------- | ------------------ | --------------- |
| 1     | Bjarte Engen Vik  | 17:48,4            | +0:00,0         |
| 2     | Mario Stecher     | 18:18,6            | +0:30,2         |
| 3     | Kenji Ogiwara     | 18:19,4            | +0:31,0         |
| 4     | Hannu Manninen    | 18:26,7            | +0:38,3         |
| 5     | Samppa Lajunen    | 18:28,7            | +0:40,3         |
| 6     | Satoshi Mori      | 18:30,6            | +0:42,2         |
| 7     | Kenneth Braaten   | 18:42,6            | +0:54,2         |
| 8     | Sebastian Haseney | 18:44,7            | +0:56,3         |
| 9     | Ronny Ackermann   | 18:47,8            | +0:59,4         |
| 10    | Trond Einar Elden | 18:57,6            | +1:09,2         |

Disziplin bei dieser WM erstmals ausgetragen
Datum: 27. Februar 1999
Wie auch der klassische Einzelwettbewerb wurden auch in dieser neuen Disziplin der Nordischen Kombination beide Teildisziplinen am selben Tag ausgetragen.

### Einzel (Normalschanze K90/15 km)
| Platz | Sportler          | Zeit im Ziel [min] | Rückstand [min] |
| ----- | ----------------- | ------------------ | --------------- |
| 1     | Bjarte Engen Vik  | 37:04,8            | +0:00,0         |
| 2     | Samppa Lajunen    | 37:39,3            | +0:34,5         |
| 3     | Dmitri Sinizyn    | 38:57,7            | +1:52,9         |
| 4     | Nicolas Bal       | 39:24,9            | +2:20,1         |
| 5     | Kenneth Braaten   | 39:39,5            | +2:34,7         |
| 6     | Kenji Ogiwara     | 39:40,8            | +2:36,0         |
| 7     | Felix Gottwald    | 39:56,4            | +2:51,6         |
| 8     | Alexei Fadejew    | 40:08,8            | +3:03,2         |
| 9     | Sylvain Guillaume | 40:20,9            | +3:16,1         |
| 10    | Milan Kučera      | 40:25,4            | +3:20,6         |

Weltmeister 1997:  Kenji Ogiwara
Olympiasieger 1998:  Bjarte Engen Vik
Datum: 20. Februar 1999
Zum ersten Mal bei Weltmeisterschaften wurden in der Nordischen Kombination bei einem Einzelwettbewerb beide Teildisziplinen am selben Tag ausgetragen.

### Mannschaft (Normalschanze/4 × 5 km)
| Platz | Land        | Sportler                                                               | Zeit im Ziel [min] | Rückstand [min] |
| ----- | ----------- | ---------------------------------------------------------------------- | ------------------ | --------------- |
| 1     | Finnland    | Hannu Manninen Tapio Nurmela Jari Mantila Samppa Lajunen               | 49:34,2            | +0:00,0         |
| 2     | Norwegen    | Fred Børre Lundberg Trond Einar Elden Bjarte Engen Vik Kenneth Braaten | 50:48,9            | +1:14,7         |
| 3     | Russland    | Nikolai Parfjonow Alexei Fadejew Waleri Stoljarow Dmitri Sinizyn       | 51:27,4            | +1:53,2         |
| 4     | Frankreich  | Fabrice Guy Sylvain Guillaume Nicolas Bal Frédéric Baud                | 51:27,5            | +1:53,3         |
| 5     | Japan       | Eiji Masaki Satoshi Mori Gen Tomii Kenji Ogiwara                       | 52:04,7            | +2:30,5         |
| 6     | Deutschland | Jens Gaiser Jens Deimel Sebastian Haseney Ronny Ackermann              | 52:12,1            | +2:37,9         |
| 7     | Österreich  | Felix Gottwald Christoph Eugen David Kreiner Mario Stecher             | 53:08,6            | +3:34,4         |
| 8     | Tschechien  | Petr Šmejc Pavel Churavý Milan Kučera Ladislav Rygl                    | 53:54,3            | +4:20,1         |
| 9     | Schweiz     | Marco Zarucchi Andy Hartmann Ivan Rieder Urs Kunz                      | 55:05,5            | +5:31,1         |
| 10    | USA         | Carl Van Loan Todd Lodwick Johnny Spillane Bill Demong                 | 56:00,1            | +6:25,9         |

Weltmeister 1997:  Norwegen (Halldor Skard, Bjarte Engen Vik, Knut Tore Apeland, Fred Børre Lundberg) 

Olympiasieger 1998:  Norwegen (Halldor Skard, Kenneth Braaten, Bjarte Engen Vik, Fred Børre Lundberg)
Datum: 
Skispringen: 24. Februar 1999
Langlauf: 25. Februar 1999